# Manuel Bueno Bengoechea
Manuel Bueno Bengoechea (Pau, 2 de Janeiro de 1874 - Barcelona, 11 de Agosto de 1936) foi um escritor e jornalista da Geração de 98 de Espanha.

## Biografia
Filho de pais bascos, cresceu em Bilbau até aos catorze anos, quando viajou para os Estados Unidos. Naquele país estudou e iniciou-se no jornalismo. Regressado à sua cidade natal, trabalhou nos diários El Porvenir Vascongado e Las Noticias e publicou o seu primeiro livro, o ensaio Acuarelas.
Em 1897 mudou-se para Madrid para trabalhar como redactor de El Globo. A partir de 1899 exerceu a crítica teatral no El Heraldo de Madrid e colaborou em outras publicações. Dirigiu as revistas Madrid e La Mañana, da qual foi fundador.
Publicou obras de narrativa curta e extensa, livros de viagem, teatro e crítica, bem como grande quantidade de artigos em periódicos. É conhecida a história de que numa discussão travada no Café de la Montaña com Valle-Inclán agrediu com o bastão a cabeça e a mão daquele escritor. A ferida infectou e gangrenou e o escritor galego teve de amputar o braço.
Foi deputado conservador eleito por Jaén entre 1914 e 1916. Apoiou a ditadura de Miguel Primo de Rivera. Foi assassinado por milicianos em Montjuich a 11 de Agosto de 1936. 
Entre as suas novelas destacam-se Corazón adentro (1906), El sabor del pecado (1935) e Los nietos de Dantón (1936). Foi também produtor e ensaiador teatral, com produções como Fuente Ovejuna, de Lope de Vega, em colaboração com Valle-Inclán, entre outras. Traduziu obras francesas e italianas, que se estrearam em diversos teatros madrilenos.

## Obras
Entre outras, Manuel Bueno é autor das seguintes obras:
- Viviendo (contos e impressões, 1897)
- Almas y Paisajes (contos, 1900)
- A ras de tierra (contos, 1900)
- Corazón adentro (novela, 1906)
- El teatro en España (críticas, 1910)
- Jaime el Conquistador (novela, 1912)
- El dolor de vivir (novela, 1919)
- En el umbral de la vida (contos, 1919)
- Historia breve de un breve amor (1924, novela)
- La ciudad del milagro (1924, novela)
- El último amor (novelas curtas, 1930)
- Lo que Dios quiere (comédia)
- El sabor del pecado (1935, novela)
- Los nietos de Dantón (1936, novela)
- Ejercicios Espirituales (contos)